# Kolonia (Ukraina)
Kolonia (ukr. Колонія; hist. Kolonia Więckowicka) – wieś na Ukrainie w rejonie samborskim obwodu lwowskiego.